# Konference eBF
Konference eBF je třídenní akce, která je každoročně uspořádaná v Ostravě. Je největší evropskou konferencí zaměřenou na elektronizaci nákupních procesů a e-aukce. Jedná se o mezinárodní setkání nákupních odborníků z firemní i veřejné sféry, kteří prostřednictvím meetingů, workshopů a přednášek sdílejí zkušenosti, zajímavosti a poznatky ze světa eProcurementu a eSourcingu. Organizátorem konference je společnost NAR marketing.

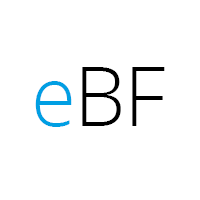
Logo konference eBF

Konference se poprvé uskutečnila v roce 2005 v Ostravě. Tehdy se jednalo o jednodenní a "jednoprogramovou" akci. Postupem času se rozvíjela a nyní během celých tří dnů nabízí účastníkům desítky programů. V roce 2015 proběhla již pojedenácté, kdy počet účastníků se pohyboval okolo 400 osob. Návštěvníci mají k dispozici několik přednáškových a workshopových sálů, ve kterých vystupují specialisté veřejných institucí i soukromých společností, a taktéž i odborníci z některých evropských univerzit. Všichni tito významní účinkující nabízejí srovnání trendů nakupování prostřednictvím e-aukcí a dalších elektronických nástrojů, které se využívají jak ve veřejném sektoru, tak i ve firmách zemí Evropské unie. V roce 2017 se 13. ročníku jako jeden z hlavních speakerů účastnil Peter Kraljič, legenda metodologie firemního nákupu a světově uznávaný autor nákupní matice, kterou vytvořil a představil poprvé v roce 1983 v časopise Harvard Business Review.

## Zajímavosti
Konference se již několik let koná pod záštitou a podporou primátora města Ostravy pořádané ostravskou společností NAR marketing. Konference se účastní nákupní manažeři, specialisté, ekonomové, pracovníci zásobování zdravotnických zařízení, zaměstnanci měst, obcí a úřadů, kteří mají na starosti veřejné zakázky a mnoho dalších. Za jedno z největších lákadel byla považována účast zahraničních hostů z nadnárodních společností jako např. RWE,Google nebo Siemens. Organizátoři konference v současnosti mluví o festivalu o elektronizaci nákupu a veřejných zakázek, to znamená, že program probíhá souběžně v pěti sálech, v nichž přednáší více než 75 řečníků. Konferenci otevírá výtvarná výstava SPOLU, na které svá umělecká díla vystavují samotní organizátoři, řečníci a účastníci konference. V rámci konference probíhá také vyhlášení výsledků mezinárodní eSourcingové soutěže Fair Sourcing Awards – Ceny férového nákupu. Ceny se předávají zástupcům měst, firem a osobnostem, které se zasloužili o rozvoj v oblasti e-aukcí.